# Mieczysław Mozdyniewicz

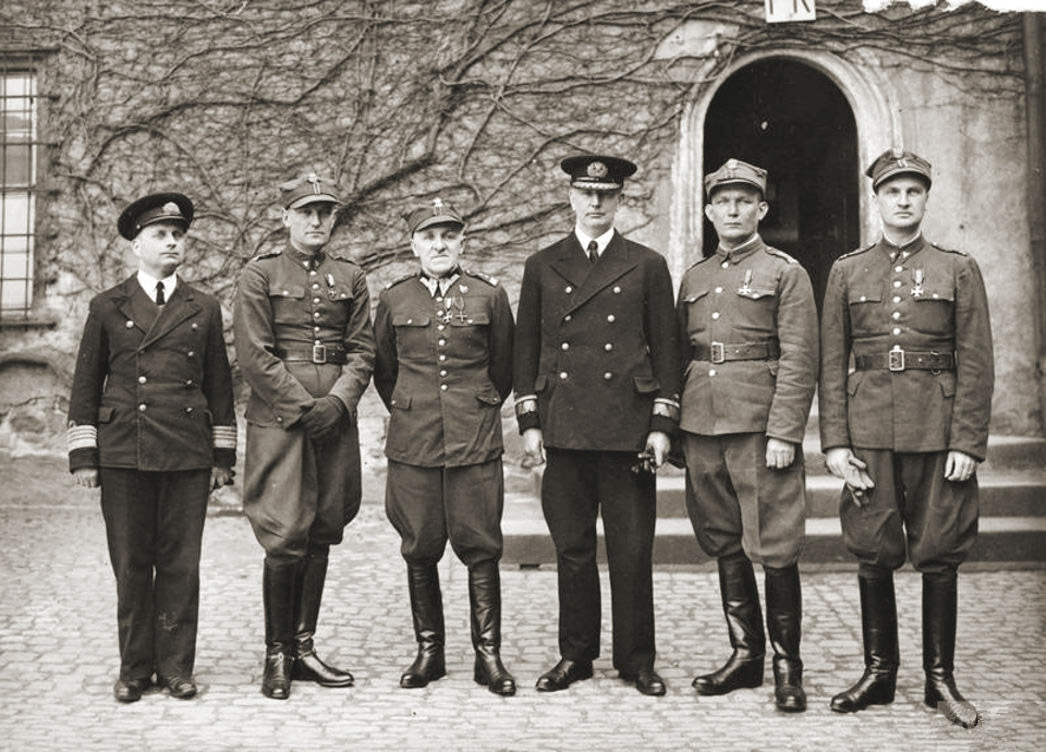
Oficerowie polscy w niewoli niemieckiej. Oflag Colditz. Od prawej: płk Antoni Durski-Trzaska, płk Mieczysław Mozdyniewicz, adm. Józef Unrug, gen. Tadeusz Piskor, płk Władysław Smolarski, kmdr Marian Majewski

Mieczysław Stanisław Mozdyniewicz (ur. 13 marca 1896 w Zbyszycach, zm. 26 października 1975 w Słupsku) – pułkownik dyplomowany piechoty Wojska Polskiego, Prezes Zarządu Okręgu Tarnopol Związku Legionistów Polskich w 1936 roku, dwukrotny kawaler Orderu Virtuti Militari.

## Życiorys
Urodził się 13 marca 1896 roku w Zbyszycach, w ówczesnym powiecie nowosądeckim Królestwa Galicji i Lodomerii, w rodzinie Juliana i Katarzyny . Ukończył kurs podoficerski przy organizacji „Strzelec” (1913, pseud. Kmiotek). W czerwcu 1914 ukończył szkołę średnią w Krakowie i dwa miesiące później został zmobilizowany przez Związek Strzelecki.
16 sierpnia 1914 roku podjął służbę w 2 pułku piechoty Legionów, od 28 września t.r. jako podchorąży. Uczestniczył w walkach tego pułku, w maju 1915 został awansowany na podporucznika. Był kilkakrotnie ranny. Kolejne awanse uzyskał w kwietniu 1916 – porucznika i w sierpniu 1917 – kapitana. W sierpniu 1917 zakończył służbę w 2 pułku piechoty, wstąpił do Polskiej Siły Zbrojnej i objął stanowisko dowódcy kompanii w Szkole Podchorążych. W sierpniu 1918 przydzielono go do sztabu 2 pułku piechoty (późniejszego 8 pułku piechoty Legionów) w Warszawie. Uczestniczył w rozbrajaniu Niemców.
W listopadzie 1918 został dowódcą batalionu w Dywizji Litewsko-Białoruskiej w Ostrowi Mazowieckiej. W marcu 1919 przeniesiony do Armii Polskiej we Francji pod dowództwem Józefa Hallera. Dowodził tam V Batalionem, potem 6 pułkiem strzelców polskich (późniejszym 48 Pułkiem Piechoty Strzelców Kresowych). W grudniu 1919 powrócił z armią Hallera do Polski.
2 stycznia 1920 rozpoczął studia w Wojennej Szkole Sztabu Generalnego. W połowie kwietnia 1920 skierowany został na front celem odbycia praktyki sztabowej. Służył jako oficer operacyjny w sztabie 1 Armii, a w lipcu i sierpniu tego roku był szefem sztabu Grupy Operacyjnej generała Lucjana Żeligowskiego. W sierpniu 1920 awansowany na majora. Od października do grudnia tego roku był szefem sztabu w Brześciu. Od stycznia 1921 roku kontynuował naukę w Wyższej Szkole Wojennej, jako słuchacz I Kursu Normalnego. We wrześniu 1921 roku, po ukończeniu kursu i otrzymaniu „pełnych kwalifikacji do służby na stanowiskach Sztabu Generalnego”, został przydzielony do Dowództwa 28 Dywizji Piechoty w Warszawie na stanowisko szefa sztabu. Pełniąc służbę sztabową pozostawał oficerem nadetatowym 72 pułku piechoty w Radomiu. Z dniem 15 października 1923 roku został przydzielony do Oddziału I Sztabu Generalnego w Warszawie na stanowisku kierownika referatu dyslokacyjnego. 1 grudnia 1924 roku został awansowany na podpułkownika ze starszeństwem z dniem 15 sierpnia 1924 roku i 64. lokatą w korpusie oficerów piechoty. W czasie przewrotu majowego opowiedział się po stronie rządowej, za co został na krótko zawieszony w czynnościach służbowych i przebywał w areszcie domowym. 11 października 1926 roku został przeniesiony z dyspozycji szefa Sztabu Generalnego do 57 pułku piechoty w Poznaniu na stanowisko zastępcy dowódcy pułku. 6 sierpnia 1927 roku ogłoszono jego przeniesienie do 70 pułku piechoty w Pleszewie na stanowisko dowódcy pułku. 24 grudnia 1929 roku awansował na pułkownika ze starszeństwem z dniem 1 stycznia 1930 roku i 16. lokatą w korpusie oficerów piechoty. Pułkiem dowodził ponad osiem lat, do listopada 1935 roku. Następnie został przeniesiony do Dowództwa 12 Dywizji Piechoty w Tarnopolu na stanowisko I dowódcy piechoty dywizyjnej. W drugiej połowie lat 30. był członkiem zarządu oddziału Związku Oficerów Rezerwy RP. Był członkiem tarnopolskiego okręgu Ligi Obrony Powietrznej i Przeciwgazowej. 
W lipcu 1939 roku otrzymał przydział mobilizacyjny na stanowisko dowódcy rezerwowej 55 Dywizji Piechoty. W sierpniu 1939 roku został przeniesiony na stanowisko dowódcy 17 Wielkopolskiej Dywizji Piechoty w Gnieźnie. Dowodził dywizją w czasie walk nad Bzurą. 17 września 1939 trafił do niewoli niemieckiej. Przebywał w siedmiu obozach, w tym w Oflag X C Lübeck, gdzie był zastępcą konspiracyjnego komendanta obozu gen. Tadeusza Piskora, w Colditz i Doessel pełniąc funkcję komendanta Tajnej Organizacji Bojowej (zatwierdzony przez Komendę Główną Armii Krajowej). Po wkroczeniu wojsk sowieckich kierował rozładowaniem obozu w Doessel. W lipcu 1946 powrócił do Polski. Pracował poza wojskiem do emerytury w 1967. Zmarł 26 października 1975 roku w Słupsku . Został pochowany na Starym Cmentarzu w Słupsku (sektor 8-7-22).
W 2005 jego imieniem zostało nazwane jedno z rond w Słupsku. 
11 marca 2019 roku prezydent RP Andrzej Duda mianował go pośmiertnie na stopień generała brygady. 

## Ordery i odznaczenia
- Krzyż Złoty Orderu Wojennego Virtuti Militari
- Krzyż Srebrny Orderu Wojskowego Virtuti Militari nr 6985 (17 maja 1922)[18]
- Krzyż Niepodległości (4 lutego 1932)[19]
- Krzyż Oficerski Orderu Odrodzenia Polski (9 listopada 1932)[20]
- Krzyż Walecznych (czterokrotnie, po raz 1, 2 i 3 w 1921[21])
- Złoty Krzyż Zasługi (10 listopada 1928)[22]
- Medal Pamiątkowy za Wojnę 1918–1921
- Medal Dziesięciolecia Odzyskanej Niepodległości
- Złota Odznaka Honorowa Ligi Obrony Powietrznej i Przeciwgazowej I stopnia[23]
- Medal Zwycięstwa („Médaille Interalliée”)
- Odznaka za Rany i Kontuzje
- Odznaka Sztabu Generalnego